# Nilandhoo (Faafu)
Nilandhoo (Dhivehi: ނިލަންދޫ) est une ville des Maldives, de la subdivision Faafu dont elle constitue la localité la plus importante avec 1 598 habitants. Ceux-ci sont répartis sur une superficie de seulement 0,79 km2, soit une densité de 2 023 hab./km2.
La ville se trouve à environ 141 km de la capitale Malé.